# 13691 Akie
13691 Akie este un asteroid din centura principală de asteroizi.

## Descriere
13691 Akie este un asteroid din centura principală de asteroizi. A fost descoperit pe 30 septembrie 1997 la Hadano de Atsuo Asami. El prezintă o orbită caracterizată de o semiaxă mare de 2,57 ua, o excentricitate de 0,10 și o înclinație de 12,3° în raport cu ecliptica.